# Tyniec Mały (gromada)
Tyniec Mały – dawna gromada, czyli najmniejsza jednostka podziału terytorialnego Polskiej Rzeczypospolitej Ludowej w latach 1954–1972.
Gromady, z gromadzkimi radami narodowymi (GRN) jako organami władzy najniższego stopnia na wsi, funkcjonowały od reformy reorganizującej administrację wiejską przeprowadzonej jesienią 1954 do momentu ich zniesienia z dniem 1 stycznia 1973, tym samym wypierając organizację gminną w latach 1954–1972.
Gromadę Tyniec Mały z siedzibą GRN w Tyńcu Małym utworzono – jako jedną z 8759 gromad na obszarze Polski – w powiecie wrocławskim w woj. wrocławskim, na mocy uchwały nr 32/54 WRN we Wrocławiu z dnia 2 października 1954. W skład jednostki weszły obszary dotychczasowych gromad Tyniec Mały, Bielany Wrocławskie, Biskupice Podgórne, Bledzów, Domasław (bez przysiółka Magnice), Księginice, Małuszów, Żerniki Małe i Racławice Wielkie ze zniesionej gminy Gniechowice oraz obszar dotychczasowej gromady Strzeganowice ze zniesionej gminy Kąty Wrocławskie w tymże powiecie. Dla gromady ustalono 21 członków gromadzkiej rady narodowej.
1 stycznia 1960 z gromady Tyniec Mały wyłączono wieś Strzeganowice, włączając ją do gromady Kąty Wrocławskie w tymże powiecie.
31 grudnia 1961 do gromady Tyniec Mały włączono wieś Ślęża ze zniesionej gromady Żerniki Wrocławskie w tymże powiecie.
Gromada przetrwała do końca 1972 roku, czyli do kolejnej reformy gminnej.